# Salvador, Bahia
Salvador je brazilska občina in glavno mesto zvezne države Bahia. Salvador, ki je v coni da Mata v severovzhodni regiji (Região Nordeste) Brazilije, je po vsej državi in na mednarodni ravni znan po svoji kulinariki, glasbi in arhitekturi. Zaradi afriškega vpliva v številnih kulturnih vidikih je mesto središče afro-brazilske kulture. Kot prva prestolnica kolonialne Brazilije je mesto eno najstarejših v Ameriki. Njegovo ustanovitev leta 1549 s strani Toméja de Souse je potekala zaradi izvajanja generalne vlade Brazilije s strani Portugalskega imperija.
Centralizacija kot prestolnice, skupaj s portugalsko kolonizacijo, so bili pomembni dejavniki pri oblikovanju profila občine, kot tudi nekatere geografske značilnosti. Gradnja mesta je sledila neenakomerni topografiji, sprva z oblikovanjem dveh nivojev - Zgornje mesto (Cidade Alta) in Spodnje mesto (Cidade Baixa) - na strmem pobočju, kasneje pa z zasnovo dolinskih drevoredov. S površino 692.818 kvadratnih kilometrov je njegovo nastalo ozemlje polotok, obala pa meji na Zaliv Vseh svetih na zahodu in Atlantski ocean na vzhodu. Zgodovinski center Salvadorja, ikona na obrobju Pelourinha, je znan po svoji kolonialni arhitekturi z zgodovinskimi spomeniki iz 17. stoletja do začetka 20. stoletja in ga je UNESCO leta 1985 razglasil za svetovno dediščino. Oder enega največjih karnevalov na svetu (največja ulična zabava na svetu, po Guinnessovi knjigi rekordov), vključitev občine v Unescovo mrežo ustvarjalnih mest kot »Mesto glasbe«, edinstven naziv v državi, je pripomoglo k mednarodni prepoznavnosti glasbe Salvadorja.
Z več kot 2,4 milijona prebivalcev leta 2020 je najbolj naseljena občina na severovzhodu, peta najbolj naseljena v Braziliji in deveto največje latinskoameriško mesto. Je jedro metropolitanskega območja, znanega kot Veliki Salvador, ki je imelo leta 2020 ocenjenih 3.957.123 prebivalcev po podatkih Brazilskega inštituta za geografijo in statistiko (IBGE). Zaradi tega je drugo najbolj naseljeno metropolitansko območje na severovzhodu, sedmo v Braziliji in eno največjih v Južni Ameriki. Tudi zaradi teh urbano-populacijskih razsežnosti ga študija IBGE o brazilskem urbanem omrežju uvršča med regionalne metropole. Raziskovalna mreža globalizacije in svetovnih mest (GaWC) je v svojih poročilih za leti 2014 in 2020 Salvador uvrstila med globalna mesta v kategoriji »zadostnosti« (najmanjše). Globalne raziskave mest, ki jih je izvedlo svetovalno podjetje Kearney, so Salvador vključile tudi v letna poročila za leti 2018 in 2020, medtem ko so ga izključile v letnih poročilih za leto 2019.
Gospodarsko središče države Salvador je tudi pristaniško mesto, upravno in turistično središče. Njegova metropolitanska regija ima najvišji BDP med urbanimi koncentracijami na severovzhodu. Leta 2018 je imel drugi najvišji bruto domači proizvod (BDP) med severovzhodnimi občinami. Poleg tega je sedež pomembnih regionalnih, nacionalnih in mednarodnih podjetij, kot so Novonor, Braskem, Neoenergy Coelba in Suzano Papel e Celulose. Poleg podjetij mesto gosti ali je gostilo številne kulturne, politične, izobraževalne, športne dogodke in organizacije, kot so Bahia State University, Federal University of Bahia, Brazilian Army Complementary Training School, Brazilian Surfing Confederation, 12. Kongres Združenih narodov o preprečevanju kriminala in kazenskem pravosodju (leta 2010), tretji Iberoameriški vrh (leta 1993), vseameriško prvenstvo v judu leta 2003, druga konferenca intelektualcev iz Afrike in diaspore (leta 2006), Copa América 1989, Pokal konfederacij FIFA 2013, Svetovno prvenstvo v nogometu 2014 in skupina E ženskega nogometnega turnirja na poletnih olimpijskih igrah 2016.

## Zgodovina
Salvador leži na majhnem, približno trikotnem polotoku, ki ločuje Zaliv Vseh svetih, največji zaliv v Braziliji, od Atlantskega oceana. Prvi ga je dosegel Gaspar de Lemos leta 1501, le eno leto po Cabralovem domnevnem odkritju Brazilije. Med svojim drugim potovanjem po Portugalski je italijanski raziskovalec Amerigo Vespucci opazil zaliv na dan Vseh svetih (1. novembra) 1502 in ga v čast datuma in svoje župnijske cerkve v Firencah poimenoval zaliv sv. Odrešenika Vseh svetih. Prvi Evropejec, ki se je naselil v bližini, je bil Diogo Álvares Correia (»Caramuru«), ki je doživel brodolom ob koncu polotoka leta 1509. Živel je med Tupinambá, se poročil z Guaibimparo in drugimi. Leta 1531 je Martim Afonso de Sousa vodil ekspedicijo z gore sv. Pavla (portugalsko Morro de São Paulo) in leta 1534 je Francisco Pereira Coutinho, prvi kapitan Bahie, ustanovil naselbino Pereira v sodobni salvadorski soseski Ladeira da Barra. Ker so naseljenci slabo ravnali s Tupinambá, so ti postali sovražni in Portugalci so bili prisiljeni pobegniti v Porto Seguro ok. 1546. Poskus obnove kolonije naslednje leto se je končal z brodolomom in kanibalizmom.
Sedanje mesto so leta 1549 kot trdnjavo São Salvador da Bahia de Todos os Santos ('Sveti Odrešenik zaliva vseh svetih'), ustanovili portugalski naseljenci pod Toméjem de Souso, prvim guvernerjem Brazilije. Je eno najstarejših mest, ki so jih ustanovili Evropejci v Amerikah. S pečine nad Zalivom Vseh svetih je služil kot prva prestolnica Brazilije in je hitro postal glavno pristanišče za trgovino s sužnji in industrijo sladkornega trsa. Salvador je bil dolgo razdeljen na zgornje in spodnje mesto, razdeljen z ostro strmino, visoko približno 85 metrov. Zgornje mesto je tvorilo upravno, versko in primarno stanovanjsko okrožje, medtem ko je bilo spodnje mesto trgovsko središče s pristaniščem in trgom.
V rimskokatoliški cerkvi so Brazilijo in preostali del Portugalskega imperija sprva upravljali kot del škofije Funchal na Portugalskem, leta 1551 pa je Salvador postal sedež prve rimskokatoliške škofije, postavljene v Braziliji. Prva župnijska cerkev je bila cerkev Marije Pomoči iz blata in slame (Igreja da Nossa Senhora da Ajuda), ki so jo postavili jezuiti (Družba Jezusova), in je služila kot prva stolnica škofije, dokler jezuiti leta 1553 niso dokončali gradnje prvotne bazilike na Terreiro de Jesus. Njen škof je postal neodvisen od lizbonske nadškofije na zahtevo kralja Petra II. leta 1676; služil je kot primas Konga in Angole v osrednji Afriki do povišanja škofije Luanda 13. januarja 1844 in njen škof še vedno služi kot nacionalni primas in premier sedež (škofija) Brazilije.
Leta 1572 je bil guvernat Brazilije razdeljen na ločena guvernata Bahia na severu in Rio de Janeiro na jugu. Šest let pozneje sta bila ponovno združena kot Brazilija, nato pa ponovno razdeljena od leta 1607 do 1613. Do takrat se je Portugalska začasno združila s Španijo in so ji iz Madrida vladali njeni kralji. Leta 1621 je kralj Filip III. Španski guvernerstvo Brazilije zamenjal z zveznima državama Brazilije, ki sta še vedno imeli sedež v Salvadorju in zdaj nadzorujeta jug, ter Maranhao, ki je bil osredotočen na São Luís in je nadzoroval današnjo severno Brazilijo. Ker je Španija tedaj vodila vojno proti neodvisnosti Nizozemcev, so nizozemske vzhodnoindijske družbe poskušale od njih osvojiti Brazilijo. Salvador je imel strateško ključno vlogo proti nizozemski Braziliji, vendar ga je 10. maja 1624 zajela in oplenila flota Zahodnoindijske družbe pod vodstvom Jacoba Willekensa in Pieta Heina. Johan van Dorth je pred njegovim umorom upravljal kolonijo in osvobodil njene sužnje. Mesto je 1. maja 1625 ponovno zavzelo luško-špansko ladjevje pod vodstvom Fadriqueja Álvareza de Toledo y Mendoza. John Maurice, princ Nassau-Siegen, je poskušal osvojiti mesto za svojo državo in ga je neuspešno oblegal med aprilom in majem 1638.
Leta 1763 je bila kolonialna uprava odstranjena v Rio de Janeiro in povzdignjena v podkraljestvo. Salvador je ostal srce Recôncava, bogatega kmetijskega pomorskega okrožja Bahie, vendar je bil v veliki meri izven zgodnje modernizacije Brazilije. Območje je bilo središče kraljeve portugalske podpore proti razglasitvi neodvisnosti dediča Petra I. od evropske Portugalske 7. septembra 1822. Njegove elite so sprva ostale zveste portugalski kroni, medtem ko so jih uporniki iz Cachoeire eno leto oblegali, dokler niso končno prejeli portugalske predaja mesta 2. julija 1823, ki se zdaj praznuje kot dan neodvisnosti Bahie. Lokalna elita je bila podobno obotavljajoča med kasnejšim državnim udarom Manuela Deodora da Fonsece, ki je leta 1889 ustanovil republiko.
Ker so kiti uporabljali Zaliv Vseh svetih kot paritveno območje, je Salvador v 19. stoletju postal veliko kitolovsko pristanišče na južni polobli, vendar je trgovina v 1870-ih že začela propadati.
V obdobju imperija in republike pa se je mesto počasi začelo industrializirati. Leta 1873 je bilo zgrajeno prvo dvigalo v Braziliji, zmogljivo hidravlično dvigalo dvigalo Lacerda, ki je povezovalo zgornje in spodnje mesto. Po več nadgradnjah je še naprej v uporabi. Do prve svetovne vojne se mu je pridružilo drugo dvigalo in Salvador je bil povezan s štirimi železnicami: Bahia & Alagoinhas do Joazeira, Bahia Central, Nazareth Tramway in kratko progo do Santo Amaro. Njegova osrednja okrožja in glavna predmestja Bomfim in Victoria so oskrbovali s štirimi linijami tramvajev, ki so se začeli elektrificirati. Služil je tudi kot pristanišče za večino parnikov, ki so trgovali med Evropo in Južno Ameriko.
Leta 1985 je UNESCO mestno sosesko Pelourinho uvrstil na seznam svetovne dediščine. V 1990-ih je velik občinski projekt očistil in obnovil sosesko, da bi se razvila kot kulturno središče in srce mestne turistične trgovine. Razvoj zgodovinskega središča pa je vključeval prisilno odstranitev na tisoče prebivalcev delavskega razreda in zdaj zahteva lokalne in občinske dogodke, da bi pritegnili ljudi na območje. Premeščeni delavci so se medtem v svojih novih domovih na obrobju mesta soočili s precejšnjimi gospodarskimi težavami, ločenimi od dostopa do dela in javnih dobrin.
Leta 2007 je Guardian plažo Porto da Barra v Barri imenoval za 3. najboljšo plažo na svetu. Leta 2010 je mesto gostilo 12. kongres ZN o preprečevanju kriminala. Mesto je gostilo pokal konfederacij leta 2013 in je bilo eno od mest gostiteljev Svetovnega prvenstva v nogometu leta 2014 v Braziliji na stadionu Arena Fonte Nova.[38] Kot del priprav na svetovno prvenstvo je mesto ponovno vzpostavilo linije javnega prevoza kot Salvador Metro.
- Tomé de Sousa prispe v Bahio, 16. stoletje
- Solar Ferrão in Pelourinho
- Nizozemska flota, ki ji je poveljeval Piet Pieterszoon Hein v Salvadorju med neuspešno invazijo leta 1624
- Salvador leta 1875 v času Brazilskega imperija

## Geografija
Salvador je zgrajen na različnih ravneh gorovja, ki mesto deli na zgornje mesto (cidade alta) in spodnje mesto (cidade baixa), 70 metrov nižje. Za prevoz iz enega dela v drugega se uporavlja dvigalo Lacerda ali eno od številnih avtobusnih ali tramvajskih linij.
Salvador ima pasatno podnebje tropskega deževnega gozda (Köppen: Af). Temperature so relativno dosledne in kažejo majhne razlike skozi vse leto. Tretja meseca Salvadorja v letu sta december in januar, ko mesto v povprečju prejme manj kot 10 cm padavin. Najbolj mokri meseci v Salvadorju so april, maj in junij, ko v vsakem od teh treh mesecev pade najmanj 20 cm dežja.

## Demografija
Leta 2010 je bilo mesto Salvador tretje najbolj naseljeno mesto v Braziliji, za São Paulom in Riom de Janeirom. Trenutno je Salvador 5. največje mesto v Braziliji glede na število prebivalcev. Mesto je imelo 474.827 raznospolnih parov in 1595 istospolnih parov. Prebivalstvo Salvadorja je bilo 53,3 % žensk in 46,7 % moških.

### Etnične skupine
Po popisu leta 2022 je v mestu Salvador živelo 2.417.678 ljudi. Popis je razkril naslednje samoidentifikacije: 1.186.416 oseb se identificira kot Pardo (večrasno) (49,1 %); 825.509 kot črni (34,1 %); 398.688 kot beli (16,5 %); in 4.395 kot Indijanci (0,2 %); 2.605 kot Azijci (0,1 %).
Prebivalstvo Salvadorja je rezultat 500 let medrasnih porok. Večina prebivalstva ima afriške, evropske in indijanske korenine. Afriški predniki mesta so iz Benina, Nigerije, Angole, Konga, Etiopije, Senegala in Mozambika.
Glede na študijo avtosomne DNK iz leta 2008 je bila dediščina prednikov prebivalstva Salvadorja ocenjena na 49,2 % Afričanov, 36,3 % Evropejcev in 14,5 % Indijancev. Študija je analizirala tudi genetsko ozadje ljudi glede na vrsto priimka. Tisti s priimki z versko konotacijo so bili 53,1 % Afričani v genetskem poreklu in so bili običajno v nižjih ekonomskih razredih. V kolonialnem obdobju je bila tipična praksa za portugalske duhovnike in misijonarje, da so spreobrnjene afriške sužnje in Indijance krstili s priimki verskih konotacij. Te so bile prenesene na njihove potomce.
Študija avtosomne DNK iz leta 2015 je odkrila naslednjo sestavo prednikov v Salvadorju: 50,5 % afriškega porekla, 42,4 % evropskega porekla in 5,8 % indijanskega porekla. Raziskovalci so pojasnili, da so prevzeli vzorce posameznikov, ki živijo v revnih okoljih (stran 4).
Druga avtosomna DNK iz leta 2015 je pokazala, da je Salvador 50,8 % Afričan, 42,9 % Evropejec in 6,4 % Indijanec.
Druga študija avtosomne DNK, prav tako leta 2015, je pokazala, da je Salvador: 50,8 % Evropejec, 40,5 % Afričan in 8,7 % Indijanec.
- Soseski Rio Vermelho in Horto Florestal
- Pogled na svetilnik Farol da Barra
- Avenija Luís Viana (znana tudi kot avenija Paralela). Povezuje finančno središče s severno cono mesta (letališče)
- Manieristična stolna bazilika Salvadorja, brazilskega primasa (1657–1746)[30])
- Stavbe na aveniji Tancredo Neves
- TSkrajna južna točka mesta v soseski Barra

## Gospodarstvo
V brazilski zgodovini je imel Salvador pomembno vlogo. Zaradi svoje lege na brazilski severovzhodni obali je mesto služil kot pomembna povezava v Portugalskem imperiju skozi celotno kolonialno dobo in je vzdrževal tesne trgovske vezi s Portugalsko in portugalskimi kolonijami v Afriki in Aziji.
Salvador je ostal vodilno mesto v Braziliji do leta 1763, ko ga je Rio de Janeiro nadomestil kot glavno mesto države. V zadnjih desetih letih je bilo zgrajenih veliko visokih pisarniških in stanovanjskih stavb, ki si delijo iste bloke s stanovanjskimi ali poslovnimi stavbami iz kolonialne dobe.
Salvador je druga najbolj priljubljena turistična destinacija v Braziliji, takoj za Riom de Janeirom. Turizem in kulturna dejavnost sta pomembna generatorja zaposlovanja in dohodka, spodbujata umetnost ter ohranjanje umetniške in kulturne dediščine.
Glavne med zanimivostmi so njegovo znamenito okrožje Pelourinho (imenovano po kolonialnih stebrih, ki so nekoč stali tam), njegove zgodovinske cerkve in njegove plaže. Turistična infrastruktura Salvadorja velja za eno najsodobnejših na svetu, zlasti kar zadeva nastanitev. Mesto ponuja namestitev za vse okuse in standarde, od mladinskih hostlov do mednarodnih hotelov. Gradbeništvo je ena najpomembnejših dejavnosti v mestu in številni mednarodni (predvsem iz Španije, Portugalske in Anglije) in nacionalni razvijalci vlagajo v mesto in v obalno območje Bahije.
JAC Motors bo imel tovarno v metropolitanski regiji Salvador, v mestu Camaçari, nova industrija bo povzročila 3.500 neposrednih in 10.000 posrednih delovnih mest, proizvodnjo 100.000 vozil na leto.
Decembra 2001 je družba Monsanto v petrokemičnem središču Camaçari v metropolitanski regiji Salvador otvorila prvo tovarno družbe, namenjeno proizvodnji surovin za herbicid Roundup v Južni Ameriki. Naložba je enaka 500 milijonom USD; v tej začetni fazi je bilo porabljenih 350 milijonov ameriških dolarjev. Tovarna Camaçari, največja enota Monsanta zunaj Združenih držav, je tudi edina Monsantova tovarna, ki proizvaja surovine za proizvodno linijo Roundup. Družba je januarja 2000 začela gradbena dela za novo tovarno.

## Turizem in rekreacija
Salvadorska obala je ena najdaljših mest v Braziliji. Obstaja 80 km plaž, razporejenih med zgornjim mestom in spodnjim mestom, od Ineme, v železniškem predmestju do Praia do Flamengo, na drugi strani mesta. Medtem ko so plaže Low City omejene z vodami Zaliva Vseh svetih (najobsežnejši zaliv v državi), so plaže High City, od Farol da Barra do Flamenga, omejene z Atlantskim oceanom. Izjema je plaža Porto da Barra, edina plaža High City v Zalivu Vseh svetih.
Plaže prestolnice segajo od mirnih zalivov, idealnih za kopanje, jadranje, potapljanje in podvodni ribolov, pa tudi do odprtih zalivov z močnimi valovi, ki jih iščejo deskarji. Obstajajo tudi plaže, obdane z grebeni, ki tvorijo naravne kamnite bazene, idealne za otroke.
Zanimivi kraji za obisk v bližini Salvadorja so:
- Po poročanju britanskega časopisa The Guardian je bila leta 2007 plaža Porto da Barra tretja najboljša na svetu.[34]
- Velik otok Itaparica v Zalivu Vseh svetih lahko obiščete bodisi s trajektom ali manjšim trajektom za pešce, ki izpluje iz bližine Mercado Modelo blizu dvigala Lacerda.
- Avtocesta BA-099 ali »Kokosova črta« in »Zelena črta« z odličnimi plažami, severno od Salvadorja proti zvezni državi Sergipe.
- Morro de São Paulo v regiji Valença čez Zaliv vseh svetih – otok, do katerega lahko pridete s trajektom iz Salvadorja (2 uri), z letalom ali avtobusom do Valençe in nato z gliserjem 'Rapido' ('hitri') ali manjši trajekt. *Morro de São Paulo sestavlja pet vasi otoka Tinharé.

V mestu je veliko nakupovalnih središč, vključno s Shopping Iguatemi, Salvador Shopping, Shopping Barra in Shopping Paralela.
Salvador ima štiri parke, zaščitene zelene površine, kot so park Jardim dos Namorados, park Costa Azul, park mesta in park Pituaçu.
Jardim dos Namorados je tik ob parku Costa Azul in zavzema površino 15 hektarjev v Pitubi, kjer so številne družine preživljale počitnice v 1950-ih. V 1990-ih je bila v celoti prenovljena z izgradnjo amfiteatra s prostorom za 500 ljudi, športnih igrišč, otroških igrišč in parkirišč za avtomobile in turistične avtobuse.
Park mesta je pomembno ohranitveno območje atlantskega gozda. Leta 2001 je bil popolnoma prenovljen in je postal sodoben družabni, kulturni in prostočasni prostor. Novi park ima 720 kvadratnih metrov zelenih površin sredi mesta. Med znamenitostmi je Praça das Flores (Trg cvetja), z več kot pet tisoč okrasnimi rastlinami in rožami.
Poleg okolja ima park infrastrukturo za otroke, s posebnim urnikom dogodkov, ki potekajo vsak oktober.
Park Pituaçu, ustanovljen z državnim odlokom leta 1973, zavzema površino 450 hektarjev in je eden redkih brazilskih ekoloških parkov, ki so v mestnem območju. Obdaja ga atlantski gozd z veliko raznolikostjo rastlin in živali. V parku je tudi umetni ribnik, zgrajen leta 1906 skupaj z jezom Pituaçu, katerega namen je bil oskrbovati mesto z vodo.
Obstajajo številne možne prostočasne dejavnosti, od vožnje s kolesarskimi čolni po ribniku do 38 km (24 milj) dolge kolesarske poti, ki obkroža celoten rezervat. V parku je tudi muzej. Espaço Cravo je muzej na prostem z 800 deli, ki jih je ustvaril Mario Cravo in so sestavljeni iz totemov, krilatih in tridimenzionalnih figur ter risb in slik.
- Kolonialna arhitektura v Salvadorju
- Salvadorska stolna bazilika, zgrajena med letoma 1657 in 1679
- Cerkev Nossa Senhora da Penha, Salvador, zgrajena med letoma 1723 in 1784
- Cerkev in samostan Nossa Senhora do Carmo, zgrajena leta 1681
- Cerkev tretjega reda svetega Frančiška (Salvador), zgrajena med 1702 in 1705
- Cerkev Santíssimo Sacramento in Sant'Ana, zgrajena med letoma 1696 in 1702
- Cerkev in samostan São Francisco v Salvadorju, zgrajena med letoma 1686 in 1752
- Cerkev in hospic Nossa Senhora da Boa Viagem, zgrajena v 18. stoletju
- Cerkev Nossa Senhora do Rosário dos Pretos, zgrajena v 18. stoletju, s sedanjo dekoracijo, izvedeno med 1870 in 1890
- Utrdba Santo Antônio da Barra, zgrajena med letoma 1696 in 1702

### Kulinarika
Lokalna kuhinja, začinjena in temelji na morskih sadežih (kozice, ribe), močno temelji na značilnih afriških sestavinah in tehnikah ter je zelo cenjena po vsej Braziliji in po svetu. Najbolj značilna sestavina je azeite-de-dendê, olje, pridobljeno iz palme (Elaeis guineensis), prineseno iz Zahodne Afrike v Brazilijo v kolonialnih časih.
Z uporabo mlečnega kokosovega soka so pripravili različne jedi na osnovi morskih sadežev, kot so Ensopados, Moquecas in Escabeche. Pri izdelavi kokosovih sladic, kot sta Cocada Branca in Preta, so sladkorni trs zmešali z melaso in Rapaduro. Preostanek omake iz portugalske enolončnice so zmešali z moko iz manioke, da so naredili kašo, ki je tradicionalna indijska jed. Na trgih Salvadorja je mogoče najti stojnice, kjer prodajajo tipične jedi kolonialne dobe. Na tržnici Sete Portas kupci jedo mocotó ob petkih zvečer že od 1940-ih, ko je bila tržnica slovesno odprta. V restavracijah Mercado Modelo, Sarapatel redno strežejo enolončnice in več ocvrtih jedi. Na tržnicah São Joaquim, Santa Bárbara in São Miguel so stojnice s tipično hrano. Prodajajo jih tudi na stojnicah na plažah, predvsem rakovice in ostrige. Restavracije, ki prodajajo tipične jedi, so večinoma ob obali in v Pelourinhu. Pripravljajo najrazličnejše recepte, ki uporabljajo palmovo olje.
Tradicionalne jedi vključujejo caruru, vatapá, acarajé, bobó-de-camarão, moqueca baiana in abará. Nekatere od teh jedi, kot sta acarajé in abará, se uporabljajo tudi kot daritve v obredih Candomblé. Salvador pa ni le tipična hrana. Drugi recepti, ki so jih ustvarili sužnji, so bili riž Haussá (riž in suljena govedina, kuhana skupaj), Munguzá, ki se je uporabljal kot daritev božanstvu Candomblé Oxalá (ki je po veri oče vseh božanstev), je zelo ugajal matronam. Tako so Bolinhosi pripravljali Fubá, Cuscuz (koruzno moko) in Mingau (kašo). Po besedah Aranyja Santane je afriški Ipetê (uporabljen v obredih božanstvu Oxumu) postal Shrimp bobó, Akará (v čast božanstvom Xangô in Iansã) pa svetovno znani Acarajé. Mesto ima tudi restavracije, specializirane za mednarodno kuhinjo. Obstajajo tudi kraji, kjer strežejo jedi iz drugih držav Brazilije, zlasti iz Minas Geraisa in severovzhodne regije.

### Capoeira
Capoeira je edinstvena mešanica plesa in borilne veščine afro-brazilskega izvora, ki združuje agilne plesne gibe z neoboroženimi tehnikami bojevanja. Capoeira v portugalščini dobesedno pomeni 'kokošnjak'. Capoeira se je pojavila v Quilombo dos Palmares, ki je v kapitaniji Pernambuco, Salvador pa velja za domovino sodobnih vej capoeire. V prvi polovici 20. stoletja sta v Salvadorju rojena mojstra Mestre Bimba in Mestre Pastinha ustanovila šole capoeire ter pomagala standardizirati in popularizirati umetnost v Braziliji in po svetu. V zadnjih letih je capoeira postala bolj mednarodna in dostopna tudi v Salvadorju.

### Karneval
Bahijski karneval (portugalsko Carnaval) je največja zabava na planetu. Njegove dimenzije so velikanske. Ves teden praznuje skoraj 4 milijone ljudi na 25 kilometrih ulic, avenij in trgov. Neposredna organizacija zabave vključuje udeležbo več kot 100.000 ljudi, Salvador pa v povprečju obišče več kot 800.000 obiskovalcev. Ulice patruljirajo policijske vrste v eni vrsti, varujejo pa jih sedeče skupine petih ali šestih policistov. Leta 2010 je poročalo 4446 novinarjev iz lokalnega, nacionalnega in mednarodnega tiska ter oddajalo v 135 držav prek 65 radijskih postaj, 75 revij, 139 video produkcij, 97 časopisov (vključno z 21 mednarodnimi časopisi), 14 televizijskih postaj in 168 spletne strani.
Velik del predvajane glasbe je axé ali samba-reggae. Sodelujejo skupine, znane kot blocos, med najbolj znanimi pa so blocos afro, kot so Malé Debalé, Olodum in Filhos de Gandhi.
Parade so organizirane v ločenih krogih. Krog Osmar, najstarejše, poteka od Campo Grande do trga Castro Alves. Krog Downtown Circuit poteka skozi središče mesta in Pelourinho. Krog Dodô poteka od Farol da Barra do Ondine ob obali. Ker je krog Osmar Circuit najstarejše, na tem dogodku paradirajo najbolj tradicionalne skupine. V Dodôju, kjer se nahajajo umetniški prostori, zabava postane živahna proti koncu popoldneva in traja do jutra.

### Muzeji
Umetniška, kulturna in družbena dediščina Salvadorja je ohranjena v muzejih. Od Muzeja umetnosti Bahia (Museu de Arte da Bahia (MAB)), ki je najstarejši v državi, do Museu Náutico, najnovejšega, prva prestolnica Brazilije prikazuje edinstvene elemente zgodovine. Muzej umetnosti Bahia ima slike, kitajski porcelan, pohištvo in svete podobe iz 17. in 18. stoletja. Museu Costa Pinto ima predmete v zasebni lasti, kot so umetnine, kristalni predmeti in pohištvo iz 18. in 19. stoletja. Museu da Cidade, kjer hranijo številne predmete, ki pomagajo ohranjati dediščino starega Salvadorja. Muzej moderne umetnosti Bahie, ustanovljen leta 1960, je na zgodovinskem mestu v zalivu vseh svetih, Solar da União.
Nekatere cerkve in samostani imajo v svojih prostorih tudi muzeje. Primera tega sta muzeja Carmo da Misericórdia in São Bento. Po prenovi utrdb sta bila ustanovljena Museu Náutico v trdnjavi Santo Antonio da Barra (Svetilnik Barra) in Muzej komunikacije v trdnjavi São Diogo. Drugi pomembni muzeji v Salvadorju so: Museu do Cacau, Državni geološki muzej, Museu tempostal, Solar do Ferrão, Museu de Arte Antiga e Popular Henriqueta M Catharino, Museu Eugênio Teixeira Leal, Museu Rodin Bahia in Museu das Portas do Carmo.